# Narraga pannonica
Narraga pannonica là một loài bướm đêm trong họ Geometridae.